# Borsoss Imre
Borsoss Imre, családi nevén Borsos (Csongrád, 1883. december 3. – Csongrád, 1967. december 27.) magyar orvos, orvosi szakíró.

## Életútja
Kolozsvárt 1907-ben fejezte be tanulmányait az egyetem orvosi fakultásán. Kieli, párizsi és londoni tanulmányok után Kolozsvárt az ideg- és elmegyógyászati klinika tanársegéde, majd gyakorló orvos Nagyilondán. Népszerű munkát írt a tüdőbaj mészbelégzéssel való gyógyításáról, s megkísérelte egybevetni évtizedes örökléstani megfigyeléseit a társadalomtörténeti tapasztalatokkal (Megfigyelések az ember ivari életéről, szaporodásáról, fejlődéséről, testi és lelki világáról és ezeknek egymásra gyakorolt hatásáról, Kolozsvár, 1928). Tudományos közleményei a villamossági kísérletekről s a rákkutatásról az EME Orvosi Értesítőjében jelentek meg. Emlékiratát családja kéziratban őrzi Csongrádon.